# At-Tub
At-Tub – wieś w Syrii, w muhafazie Dajr az-Zaur. W 2004 roku liczyła 3549 mieszkańców.